# Rudlîve, Mlîniv
Rudlîve (în ucraineană Рудливе) este un sat în comuna Vovnîci din raionul Mlîniv, regiunea Rivne, Ucraina.

## Demografie
Componența lingvistică a localității Rudlîve
     Ucraineană (100%)
Conform recensământului din 2001, toată populația localității Rudlîve era vorbitoare de ucraineană (100%).